# Porta della Cittadella

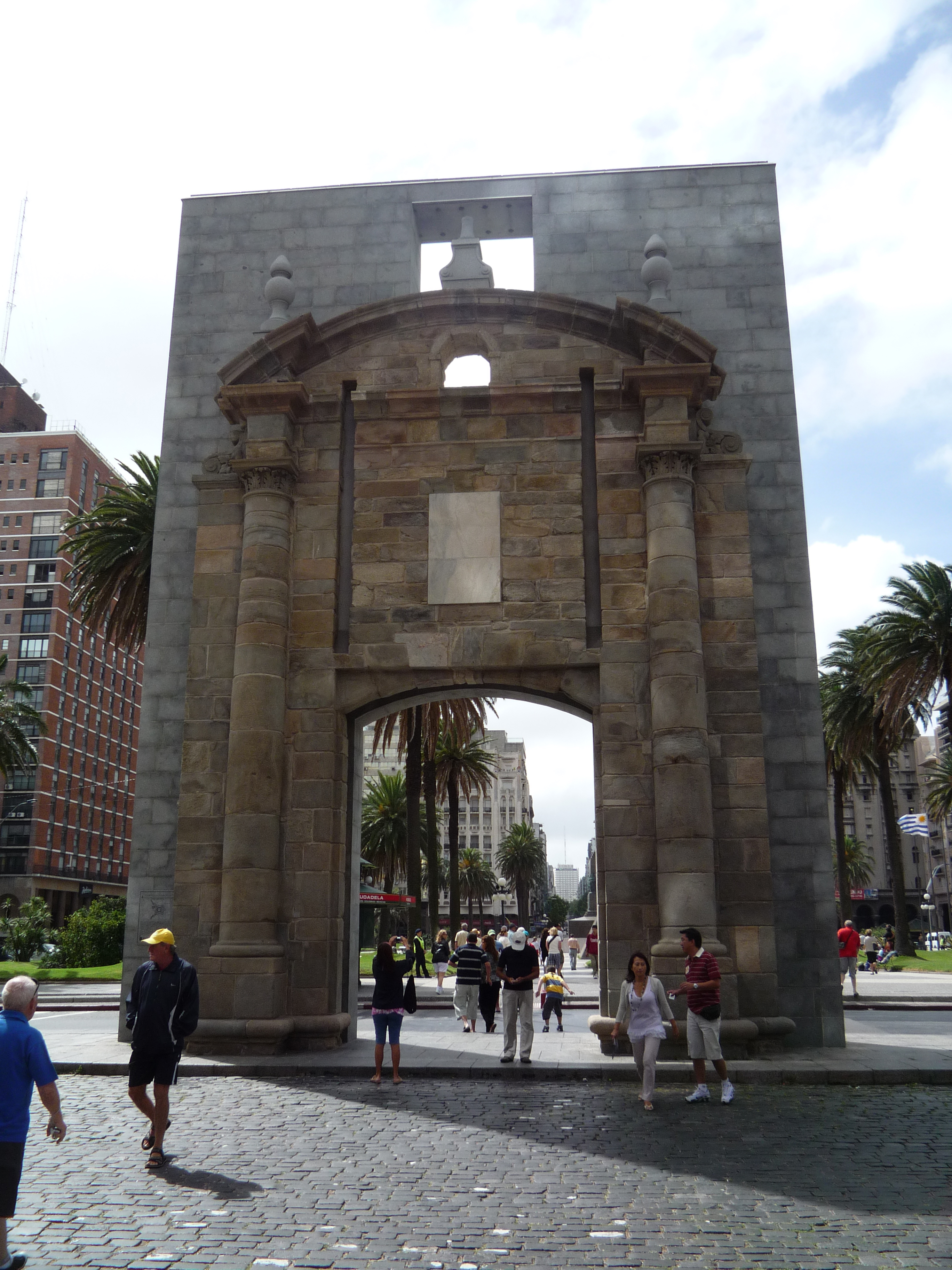
La Porta della Cittadella a Montevideo.

La Porta della Cittadella (in spagnolo: Puerta de la Ciudadela) è un monumento storico di Montevideo, capitale dell'Uruguay. Sorge sulla centrale plaza Independencia e segna simbolicamente l'ingresso nella città vecchia.

## Storia
Nel 1741, sul sito dell'attuale plaza Independencia, iniziarono i lavori di costruzione della Cittadella da parte delle autorità coloniali spagnole. La porta segnava l'accesso alla fortificazione per chi vi entrava dalla città. Nel 1877 la fortezza fu demolita per costruire la nuova piazza e la porta fu trasferita all'interno dell'Escuela de Artes y Oficios due anni dopo. Nel 1959 il manufatto tornò nella sua sede originale e nel 2009 fu sottoposta ad un restauro conservativo.